# Roberto Dovesi
Roberto Dovesi (Bologna, 2 maggio 1947) è un chimico e fisico italiano. Professore ordinario di chimica fisica dal 2000 al 2018 presso l'Università degli Studi di Torino, dove ha diretto il gruppo di chimica teorica, di cui ora continua a fare parte, è stato nel biennio 2009 - 2011 direttore del Dipartimento di Chimica della stessa Università. Socio dell'Accademia delle Scienze di Torino, è autore prolifico di articoli su riviste scientifiche di chimica, in particolare la chimica dei cristalli, nei suoi aspetti quantomeccanici, studi che gli hanno valso la medaglia d'oro della Società Chimica Italiana Cesare Pisani e il Premio Internazionale Prof. Luigi Tartufari alla fisica-chimica per l'anno 2020 dell'Accademia Nazionale dei Lincei. Le citazioni ai suoi articoli superano le 25000 con un h-index di 79.

## Attività di ricerca

### Gli inizi
Nel 1968, quando era studente di chimica del terzo anno all'Università di Torino, Dovesi incomincia a seguire le lezioni e i seminari di Franco Ricca, allora direttore del gruppo di chimica teorica dell'università, i cui interessi scientifici erano focalizzati sullo studio sperimentale dell'interazione gas-superficie nel vuoto ultra alto. In quell'anno arriva a Torino Cesare Pisani, fisico milanese che negli anni successivi sarà il collega per eccellenza di Dovesi. Pisani guida indirizza il gruppo di Ricca verso un approccio computazionale ai problemi chimico-fisici. Nel 1970, quando Dovesi inizia a lavorare alla tesi di laurea sotto la supervisione di Ricca, simula tramite un codice scritto da Carla Roetti e Pisani, l'adsorbimento di gas nobili su superfici di grafite e cristalli di gas nobili usando potenziali di Lennard-Jones. Dovesi si laurea in chimica a Torino nel 1971. Dal 1972 inizia a lavorare stabilmente nel gruppo di chimica teorica, creato da Ricca quando fu nominato professore ordinario di chimica teorica, abbandonando dunque l'attività sperimentale. Dovesi e gli altri ricercatori del dipartimento interessati alla chimica teorica iniziano a formarsi sugli appunti redatti da Ricca e Pisani riguardanti la chimica quantistica e la fisica dello stato solido. Negli anni che andarono dal 1973 al 1976, Dovesi insieme a Pisani e Roetti iniziò a lavorare su diversi codici di simulazione computazionale; questo periodo, dice Dovesi, gli ha permesso di venire in contatto con la fisica, la matematica e l'informatica, oltre a permettergli di apprendere un vero e proprio metodo di lavoro da Pisani. Queste prime esperienze di chimica computazionale riguardanti la simulazione atomistica di superfici e solidi e le estensioni semiempiriche dei codici posero le basi per i progetti futuri.

### Il software CRYSTAL
Dal 1976 si occupa della messa a punto di strumenti formali e computazionali per lo studio quantomeccanico dei solidi cristallini. Questo progetto, nato dall'interessamento di Pisani per i difetti locali nei cristalli e il loro trattamento attraverso le funzioni di Green, ha portato alla messa a punto di un programma di calcolo in linguaggio Fortran di grandi dimensioni, CRYSTAL, distribuito alla comunità scientifica in versioni successive di generalità e prestazioni crescenti. La prima versione pubblica di CRYSTAL fu pubblicata nel 1988 sotto il nome di CRYSTAL88, distribuita alla comunità scientifica attraverso QCPE (Quantum Chemistry Program Exchange). Crystal è un programma periodico ab initio, in grado di studiare sistemi con periodicità in una (polimeri), due (superfici, strati, interfacce), tre (cristalli veri e propri) e, come caso limite, zero (molecole, cluster) dimensioni con energia espressa tramite vari hamiltoniani. Può ottimizzare la struttura e calcolare lo spettro vibrazionale IR e Raman. L'elenco delle proprietà ottenibili è molto esteso (dalle densità di carica e di spin ai tensori elastici, dielettrici e piezoelettrici; dai multipoli atomici, alle densità di momento, ai contatti di Fermi).

### Attività parallela
La produzione scientifica in diversi settori (catalisi, magnetismo, geologia, proprietà dei materiali, lavori di carattere formale) supera i 150 lavori su riviste internazionali; le numerose collaborazioni scientifiche sono anch'esse documentate dalla bibliografia. In parallelo viene svolta una intensa attività didattica: il gruppo di chimica teorica della sua Università ha organizzato ogni anno, dal 2000, una scuola internazionale di simulazione indirizzata a studenti di dottorato e ricercatori di cui Dovesi è stato direttore fino all'edizione del 2006. Scuole analoghe, di cui Dovesi è stato codirettore si sono svolte a Pau (Francia) nel 2003, a Londra e Barcellona nel corso del 2004 e a Spokane (USA) nel 2006, a Guangzhou nel 2011, a Riviera Maya in Messico nel 2011, a Natal nel 2012, a Perth nel 2014, in contemporanea con quella organizzata alla Bundelkhand University, situata a Jhansi, in India. Nel 2003 è nominato dalla Società Chimica Italiana Presidente della commissione per l'assegnazione del premio Semeraro. Fino al 2005 è stato insieme a Cesare Pisani e Carla Roetti collaboratore del gruppo di ricerca di Uwe Birkenheuer, dove si è occupato di ricerca in chimica quantistica. Dal 17 al 21 febbraio 2010 è visting scientist presso il Centre for Theoretical and Computational Chemistry (CTCC), Norwegian Centre of Excellence (CoE) del Research Council of Norway. Nel giugno 2012 il consorzio interuniversitario CINECA ufficializza il suo Scientific Committee for PRACE, di cui Dovesi entra a far parte per quanto riguarda chimica teorica fino al 2016.

### Attività editoriale
Nel 2005 il Volume 21 di Reviews in Computational Chemistry, della casa editrice Wiley apre con un articolo di Dovesi, Civalleri, Roetti, Orlando e Saunders intitolato "Ab Initio Quantum Simulation in Solid State Chemistry".

## Articoli di maggior successo
Roberto Dovesi, et al. CRYSTAL: a computational tool for the ab initio study of the electronic properties of crystals, Zeitschrift für Kristallographie-Crystalline Materials, vol. 220, 5/6, (2005).
Cesare Pisani, Roberto Dovesi, et al. Different Approaches to the Study of the Electronic Properties of Periodic Systems, in "Hartree-Fock ab initio treatment of crystalline systems", Springer Berlin Heidelberg, (1988).
M. Causa, Roberto Dovesi, Cesare Pisani, C. Roetti. Electronic structure and stability of different crystal phases of magnesium oxide, Physical Review B, vol. 33, 2, (1986).
Roberto Dovesi, R. Orlando, A. Erba, C. M. Zicovich-Wilson, B. Civalleri, S. Casassa, L. Maschio, et al. CRYSTAL14: A program for the ab initio investigation of crystalline solids International Journal of Quantum Chemistry, vol. 114, (2014)
F. Pascale, C. Zicovich-Wilson, F. López Gejo, B. Civalleri, R. Orlando, e Roberto Dovesi, The calculation of the vibrational frequencies of crystalline compounds and its implementation in the CRYSTAL code. J. Comput. Chem., vol. 25, (2004)